# Rolf Saxon
Rolf Saxon (født 7. juli 1955 i Alexandria, Virginia) er en amerikansk skuespiller, bedst kendt som stemmen bag George Stobbart i computerspilserien Broken Sword. Rolf Saxon har medvirket i den danske krimiserie Ørnen.

## Roller

### Teater
- Jerry Springer the Opera (2006) (Jerry Springer)

### Videospil
- Broken Sword: The Angel of Death (U.S.: "Secrets of the Ark: A Broken Sword Game") (2006) (voice)
- Broken Sword: The Sleeping Dragon (2003) (voice)
- Broken Sword II: The Smoking Mirror (1997) (voice)
- Broken Sword: The Shadow of the Templars (U.S.: "Broken Sword: Circle of Blood") (1996)

### TV
- Little Britain (2006)
- The Eagle (2005), episodes "Kodenavn: Keres"
- Hippies (TV series) (1999)
- RKO 281 (1999) (U.S. video-box: RKO 281: The Battle Over Citizen Kane)
- Teletubbies (1997)
- The Canterville Ghost (1997)
- London Suite (aka Neil Simon's London Suite) (1996) (uncredited)
- The Affair (1995–1991)
- Night Watch (aka Alistair MacLean's Night Watch, ''Detonator 2: Night Watch) (1995)
- The Tomorrow People (1995)
- Hostages (1993)
- The Trials of Oz (1991)
- Capital City (1989)
- Tailspin: Behind the Korean Airliner Tragedy (aka Coded Hostile) (1989)
- Tender Is the Night (mini-series) (1985)
- Lace II (1985)
- The Dirty Dozen: The Next Mission (1985)
- Afterward (1985)
- Displaced Person (U.S. video: D.P.) (1985)
- The First Olympics: Athens 1896 (aka The First Modern Olympics) (1984)
- Little Lord Fauntleroy (1980)

### Film
- Obedience (2000)
- Honest (2000)
- Teletubbies: Christmas in the Snow (2000) (narrator)
- Entrapment (1999)
- Saving Private Ryan (1998)
- Tomorrow Never Dies (1997)
- Mission: Impossible (1996)
- Wild West (1992)
- Joyriders (1989)
- A Time of Destiny (1988)
- 1984 (1984)
- The Tripods (1984)
- The Lords of Discipline (1983)
- The Curse of the Pink Panther (1983)